# 黄温仁
黄 温仁（황온인）は、朝鮮氏族の平海黄氏の始祖である。高麗のときに金吾衛将軍・太子検校を務めた。
先祖は、中国後漢の官僚の黄洛であり、光武帝の建武4年（28年）に使臣として交阯郡に赴く途中に海上で遭難し新羅に漂着・帰化した。